# ФК Тираспол
ФК Тираспол е молдовски футболен отбор. Наследник на "Конструкторул, играл с ЦСКА, София през 2000 г. в предварителен кръг за Купата на УЕФА, когато е победен с 8:0. Клубът е основан през 2001, когато отборът на Конструкторул се премества от Кишинев в Тираспол. През 2006 ФК Тираспол достига третият кръг на турнира Интертото. Към юли 2012 в отбора играят двама българина - вратарят Георги Георгиев и нападателят Георги Каранейчев.

## Отличия
- Национална дивизия на Молдова
  - Шампион (1): 1997
- Купа на Молдова
  - Носител (2): 1996, 2000

## Български футболисти
- Георги Георгиев: 2011/13 (58 мача - 0 гола)
- Георги Каранейчев: 2010/12 (61 мача - 17 гола)
- Димитър Петков: 2014 (6 мача - 1 гол)